# Emilianów Załuskowski
Emilianów Załuskowski [ɛmiˈljanuf zawusˈkɔfski] est un village polonais de la gmina de Iłów dans le powiat de Sochaczew et dans la voïvodie de Mazovie.
Il se situe à environ 5 kilomètres au sud-ouest d'Iłów, à 20 kilomètres au nord-ouest de Sochaczew et à 70 kilomètres à l'ouest de Varsovie. 

Le village compte approximativement 130 habitants en 2006.